# Jacopo Napoli
Jacopo Napoli (Napoli, 26 agosto 1911 – Ascea, 19 ottobre 1994) è stato un compositore italiano.

## Biografia
Nacque in una famiglia di tradizioni musicali, figlio del rinomato compositore e didatta Gennaro Napoli, con il quale si diplomò in composizione presso il Conservatorio di Napoli, ottenendo allo stesso tempo anche i diplomi di pianoforte e di organo.
Dopo i premi ottenuti ai Littoriali nel 1934 col Quartetto per archi in Mi, e nel 1935 con l'Ouverture per la commedia di Shakespeare Pene d’amor perdute (diretta da Alfredo Casella a Napoli l’anno seguente), ricevette dal Teatro di San Carlo la commissione dell’opera Il malato immaginario, «commedia lirica» tratta da Molière, libretto di Mario Ghisalberti in due quadri e un intermezzo. Andata in scena nel febbraio 1939, ripresa poi al Teatro alla Scala e in alcuni teatri tedeschi, l’opera conobbe un certo favore di pubblico e fu salutata positivamente dalla critica, che vi riconobbe un’efficace rielaborazione dello spirito dell’opera comica settecentesca napoletana, specialmente di Pergolesi.
L’incoraggiante accoglienza lo spinse a concentrare le energie nel campo teatrale, rimasto da allora al centro del suo interesse. Sulle prime ritornò sulla fortunata formula d’esordio con Un curioso accidente, dalla commedia di Carlo Goldoni, ancora su libretto di Ghisalberti, che per le vicende belliche l’opera andò in scena soltanto nel 1950 al Teatro delle Novità di Bergamo, senza grande risalto pubblico. 
Nel dopoguerra, abbandonata la sponda del neo-settecentismo alla Wolf-Ferrari, fu la volta di Miseria e nobiltà (Napoli, Teatro San Carlo, 1946), adattamento della celebre commedia di Eduardo Scarpetta. Questo lavoro inaugurò un lungo periodo di stretta collaborazione con Vittorio Viviani, col quale Napoli venne fissando l’attenzione su temi e ambienti meridionali, in una drammaturgia d’impianto tendenzialmente verista. La tappa forse più ambiziosa di tale percorso fu costituita da Mas’Aniello, «tragedia popolare», seconda classificata nel concorso indetto dalla Scala per il cinquantenario della morte di Verdi (Igor Stravinskij, Arthur Honegger, Giorgio Federico Ghedini e Victor De Sabata in giuria) e lì rappresentata due anni dopo con esito alquanto contrastato. A essa fecero seguito I pescatori (1954, da Raffaele Viviani), Il tesoro (1958, da una commedia di Giovan Battista Salviati), Il rosario (1962, Opera di Roma da Federico De Roberto), infine l’atto unico Il povero diavolo (Trieste, Teatro Verdi, 1963) che Napoli stesso, scrivendo all’amico Mario Castelnuovo-Tedesco, definì «una feroce satira a Gounod, Berlioz, Boito, Busoni».
Sulle scelte di Napoli influì peraltro anche il forte vincolo di appartenenza alla cultura della città d’origine: tratto costitutivo del suo profilo di compositore, che si coglie in molte partiture, quali La festa di Anacapri (1940), Le stagioni napoletane su poesie anonime del Settecento (1967), Munasterio (1968, da Salvatore Di Giacomo); a questo tratto si accordò anche il lavoro di recupero dei canti popolari campani (Trascrizioni per l’Antologia della canzone napoletana, Columbia-EMI, 1961; Volume Grida di venditori napoletani, 1968) e la revisione di opere buffe di Domenico Cimarosa, Niccolò Piccinni e Giovanni Paisiello).
Fu docente di composizione presso i conservatori di Cagliari e Napoli: di quest'ultimo, nel 1954, assume la direzione fino all'anno 1962, quando viene nominato direttore del Conservatorio di Milano.
È stato membro del Consiglio Superiore di antichità e belle arti e Accademico di S.Cecilia a Roma, dove, tra il 1972 e il 1976 ricopre la cattedra dell'omonimo conservatorio.
Nel 1975 viene nominato direttore artistico dell'Opera di Roma.
L'anno successivo viene nominato ancora direttore del Conservatorio di Napoli e, allo stesso tempo, direttore artistico del Teatro San Carlo nella stessa città.
Dalla seconda metà degli anni Sessanta, divenuto ormai figura accademica di spicco nel panorama italiano, fu via via meno presente sui palcoscenici nazionali. Dopo aver saggiato strade diverse dal passato mediante l’avvicinamento ai testi di Aleksandr S. Puškin compiuto con Il barone avaro (1970) e Dubrowski II (1973), entrambi su libretti di Mario Pasi, la messinscena di A San Francisco, su un vecchio libretto di Vittorio Viviani ricavato dall’omonimo dramma di Salvatore Di Giacomo (S. Carlo, 1983), sancì un ritorno ai temi più amati.
Suo fratello era l'archeologo Mario Napoli e tra i suoi allievi si ricorda il filosofo musicologo Paolo de Lalla e il direttore d'orchestra Riccardo Muti.
Morì ad Ascea nel 1994.

## Poetica
Fu un profondo conoscitore del melodramma, alla cui cantabilità e vocalità, secondo il suo pensiero, la musica del Novecento non avrebbe dovuto mai rinunciare, una presa di posizione che lascerebbe ipotizzare un sintomo di conservatorismo, ma che, in realtà, rifletteva la tendenza all'introspezione nelle forme del passato. Questa necessità del compositore ne investe la sua produzione, in larga parte operistica e teatrale ed influenzata soprattutto dal linguaggio degli autori di scuola napoletana del ‘700, e ne diventa caratterizzante, sebbene ila musica di Jacopo Napoli si sia comunque evoluta negli anni a contatto con le estetiche e le correnti del dopoguerra.

## Alcune opere significative

### Opere teatrali
- Miseria e Nobiltà di Eduardo Scarpetta  (1947)[1]
- Un curioso accidente di Mario Ghisalberti  (1950)
- Mas' Aniello di Raffaele Viviani (1953)

### Musica vocale
- La passione di Cristo, oratorio, libretto di Giuliano Dati (1950)
- Munasteriu, cantata sacra e profana (1969)

### Musica da camera
- Quartetto per archi
- Toccata per pianoforte
- Tempo di Ciaccona per violino solo
- Disegni per flauto
- Ricercare per viola

### Liriche
- Terra lontana, raccolta di poesie regionali del Sud. (1960/1987)

### Rivisitazioni
Jacopo Napoli ha rivisitato numerose opere da autori della scuola musicale napoletana del Settecento quali Paisiello, Piccinni, Cimarosa, Raimondi.